# (6362) Tunis
(6362) Tunis es un asteroide perteneciente al cinturón de asteroides, descubierto el 19 de mayo de 1979 por Richard Martin West desde el Observatorio Europeo Austral, en Chile.

## Designación y nombre
Tunis se designó inicialmente como 1979 KO.
Más adelante fue nombrado en honor a la región histórica de Tunicia, coincidente en parte con la República de Túnez.

## Características orbitales
Tunis orbita a una distancia media del Sol de 3,1972 ua, pudiendo acercarse hasta 2,6545 ua y alejarse hasta 3,7400 ua. Tiene una excentricidad de 0,1697 y una inclinación orbital de 19,1844° grados. Emplea en completar una órbita alrededor del Sol 2088 días.

## Características físicas
Su magnitud absoluta es 11,9. Tiene 22,678 km de diámetro. Su albedo se estima en 0,123.